# Isohypsibius laevis
Isohypsibius laevis är en djurart som tillhör fylumet trögkrypare, och som beskrevs av McInnes 1995. Isohypsibius laevis ingår i släktet Isohypsibius och familjen Hypsibiidae. Inga underarter finns listade i Catalogue of Life.